# Sylvie (nouvelle, 1853)
Sylvie est une nouvelle poétique de Gérard de Nerval, publiée en 1853 dans la Revue des deux Mondes, puis intégrée en 1854 au recueil des Filles du feu. De son propre aveu, Nerval considère ce texte comme la meilleure de ses nouvelles.

## Présentation

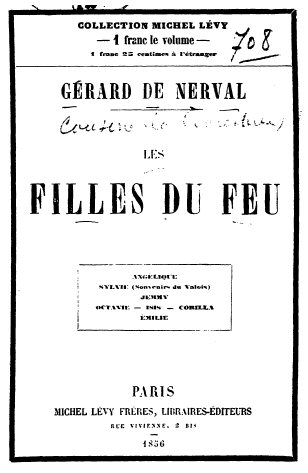
Page de titre de l'édition 1856 du recueil de nouvelles Les Filles du Feu, dont fait partie Sylvie.

### Genèse
Sylvie, comme la plupart des textes marquants de Nerval, est écrit vers la fin de sa vie, pendant sa période de crises psychiques où le poète est plusieurs fois interné.

La nouvelle est préparée par un énorme travail qui mènera Nerval à retourner fréquemment au Valois à partir de 1850. Elle est écrite durant un épisode d'intense activité psychique qui se traduit par des troubles du comportement. La rédaction est laborieuse — quoique cet aspect ne se ressente pas à la lecture —, comme l'avoue l'auteur lui-même : 

« Peu à peu, je me remis à écrire et je composai une de mes meilleures nouvelles. Toutefois, je l’écrivis péniblement, presque toujours au crayon, sur des feuilles détachées, suivant le hasard de ma rêverie ou de ma promenade. Les corrections m’agitèrent beaucoup. Peu de jours après l’avoir publiée, je me sentis pris d’une insomnie persistante. »

— Gérard de Nerval, Aurélia ou le rêve de la vie, partie II, chapitre V.

### Publication
Sylvie paraît pour la première fois en 1853 dans la Revue des deux Mondes. Parallèlement à ce texte, Nerval a travaillé à Aurélia ou le rêve et la vie — récit qui sera publié ultérieurement — et à Petits châteaux de Bohème — texte publié la même année.
En 1854, Nerval entame toutes sortes de travaux en vue de la publication de ses œuvres complètes. À ce titre, il commence à publier Les Filles du feu. Pour constituer ce recueil, il regroupe d'une part une adaptation des Vieilles Ballades françaises publiées en 1842 — Chansons et Légendes du Valois —, d'autre part une série de sept nouvelles, dont Sylvie.
L'année suivante, l'éditeur Gonet réimprime Sylvie séparément, dans la collection « Romans-miniatures », mettant ainsi en avant l'autonomie du texte.

### Réception
Théophile Gautier voit dans Sylvie un roman naïf, une idylle champêtre, comme celles présentées dans les romans contemporains de George Sand — La Mare au diable, notamment. Maurice Barrès célèbre après Gautier « ce texte “traditionnel” “bien français”, à la beauté “modérée avec de claires architectures, sous un ciel aimable” ». Marcel Proust contestera pourtant que « si un écrivain aux antipodes des claires et faciles aquarelles a cherché à se définir laborieusement à lui-même, à éclairer des nuances troubles, des lois profondes, des impressions presqu'insaisissables de l'âme humaine, c'est Gérard de Nerval dans Sylvie ». « Je ne connais aucun récit plus enchanté dans notre langue », affirme Julien Gracq.
La postérité confirmera ces jugements.

## L’œuvre

### Intrigue
Le narrateur est un jeune homme originaire du Valois monté vivre à Paris. Il y vit un amour chimérique pour une actrice de théâtre, Aurélie. Un soir, il décide de retourner sur les terres de son enfance. En chemin, il se remémore certains souvenirs de son passé : les femmes qu'il a côtoyées, le bonheur qu'il aurait pu saisir mais qu'il a laissé filer. En quelques heures, il revivra des scènes semblables à celles de sa jeunesse. Au cours du récit, les frontières entre le monde réel et un monde fantasmatique seront brouillées. Le narrateur ne pourra au bout du compte que comparer avec nostalgie « les chimères qui charment et égarent au matin de la vie » aux « douce[s] réalité[s] »

### Résumé

#### Chapitre I: «Nuit perdue»
Comme tous les soirs depuis un an, le narrateur vient assister à une pièce de théâtre médiocre, à laquelle il se rend pour contempler une actrice. Depuis qu'il est tombé sous son charme, il n'a jamais essayé de l'approcher, se souvenant d'un de ses oncles qui a dit que « les actrices n'étaient pas des femmes ».
En sortant amer du théâtre ce soir là, il se « join[t] à la société d'un cercle […] où toute mélancolie cédait devant la verve intarissable de quelques esprits éclatants » comme à l'accoutumée. Racontant à un de ses amis la raison de ses venues au théâtre, il apprend de celui-ci que la belle actrice est déjà engagée avec un homme du « cercle ». Cette nouvelle ne touche en apparence que très peu le narrateur — « Que m'importe, dis-je, lui ou tout autre ? » — qui finit par partir. En sortant, il lit sur un journal un titre parlant d'une fête se passant dans son Valois natal. Cela fait jaillir ses souvenirs de jeunesse endormis au fond de lui.

#### Chapitre II: «Adrienne»
Le narrateur rentre chez lui et se couche. Il lui est impossible de s'endormir, totalement absorbé par ses souvenirs de jeunesse. Il se remémore la Sylvie d'autrefois, dont il a été amoureux. Il se rappelle également cette fête de village où il a vu Adrienne et comment il a subitement succombé à son charme. Il lui offre alors une couronne de lauriers, ce qui fait pleurer Sylvie. Il quitte cette dernière dans cette situation, « rappelé […] à Paris pour y reprendre [s]es études ». Il apprendra, l'année d'après ces faits, qu'Adrienne a été consacrée à la vie religieuse.

#### Chapitre III: «Résolution»
Le narrateur sort de sa rêverie et comprend que l'amour qu'il voue à l'actrice n'est qu'une façon de « réincarner » Adrienne. Procédé qui laisse le narrateur « fou ». Il se demande alors pourquoi il a délaissé Sylvie. Se disant qu'il n'est pas trop tard pour la reconquérir, il part sur-le-champ et hèle un fiacre pour aller à Loisy.

#### Chapitre IV: «Un voyage àCythère[16]»

L'Embarquement pour Cythère, Antoine Watteau, 1717, Musée du Louvre.

En chemin pour Loisy, le narrateur se plonge dans ses souvenirs de jeunesse au Valois. C'est l'occasion de se rappeler la première rencontre avec Adrienne, qui s'est produite en même temps que la fête patronale, que le narrateur détaille tout au long du chapitre. Cette fête lui évoque le Voyage à Cythère de Watteau. Au cours de cette fête, Sylvie reproche au narrateur le fait qu'il l'a délaissée, que « Paris est si au-dessus » qu'il en oublie « les gens de village ». Malgré des excuses et l'invocation de la raison des études, Sylvie boude encore le narrateur un moment. Ce dernier est sous le charme de la jeune femme, qui ne ressemble plus du tout à « cette petite fille de village qu['il] avai[t] dédaignée pour une plus grande et plus faite aux grâces du monde ».
Sylvie finit par arrêter de bouder. Avec le narrateur, ils se remémorent alors leurs souvenirs d'enfance. Le frère de Sylvie vient interrompre ces réminiscences quand l'heure de rentrer sonne.

#### Chapitre V: «Le village»
Le narrateur raccompagne Sylvie et son frère jusque chez eux, avant de s'en aller à Montagny, où il demeure dans la maison de son oncle. En chemin, il quitte la route pour une petite sente et se promène ainsi quelque temps avant de coucher à la belle étoile. Il pense alors à Sylvie, quoique l'image d'Adrienne ne soit pas loin.
Réveillé par les cloches, le narrateur décide d'aller voir Sylvie. Il lui raconte ses pérégrinations nocturnes. Sylvie lui propose alors d'aller à Othys, rendre visite à sa « grand-tante ». Sur le chemin, Sylvie cueille des fraises tandis que le narrateur cite quelques passages de Julie ou la Nouvelle Héloïse de Rousseau.

#### Chapitre VI: «Othys»

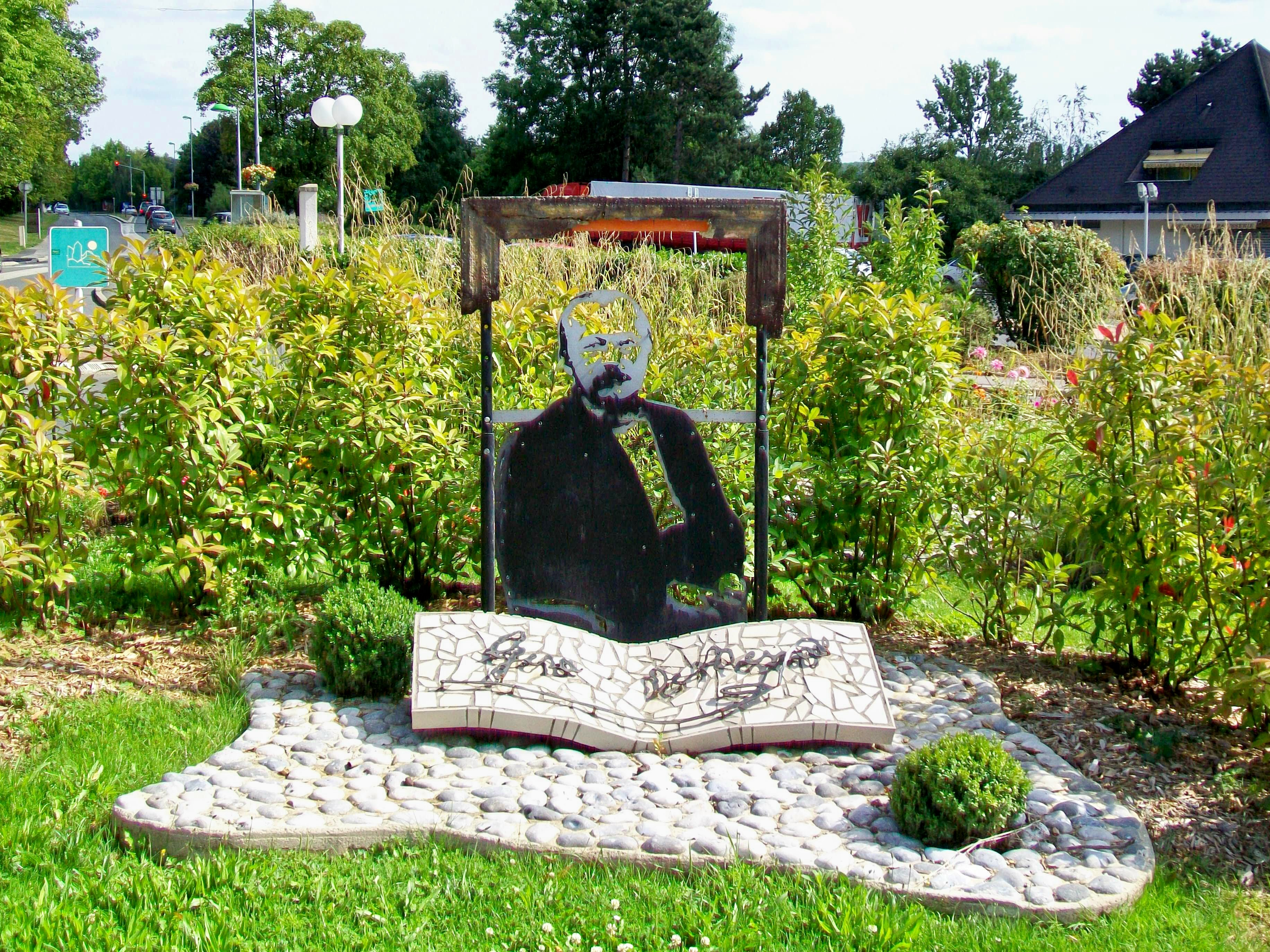
Monument dédié à Gérard de Nerval à Othis, en Île-de-France, où se déroule l'action du chapitre VI.

Quand Sylvie et le narrateur arrivent chez la « grand-tante », « c'était le feu dans la maison ». Alors que la tante prépare de quoi manger, les deux jeunes filent à l'étage où ils se vêtent des habits de mariage de la tante. Cette dernière les rappelle à la réalité quand le repas est prêt, et ils descendent encore vêtus de leurs habits de cérémonie. Émue, la tante fait le récit des fêtes pompeuses de son temps, et, tous ensemble, se mettent à chanter.

#### Chapitre VII: «Châalis»
Toujours en chemin, le narrateur sort de son souvenir de la visite chez la tante à Othys pour se plonger dans celui de l'abbaye de Châalis, où il est allé dans sa jeunesse avec le frère de Sylvie. Cette visite a été le théâtre d'une apparition divine pour le narrateur, qui a cru voir « Adrienne transfigurée par son costume » dans une « représentation allégorique où devaient figurer quelques pensionnaires d'un couvent voisin » lors de la fête de la Saint-Barthélemy.
Le narrateur est tiré de ses songes quand la voiture s'arrête. Il n'a plus qu'à marcher quinze minutes pour rejoindre Loisy.

#### Chapitre VIII: «Le bal de Loisy»
Le narrateur arrive à Loisy, où la fête dure encore à l'approche du jour. Le narrateur rejoint Sylvie et, ensemble, ils s'éloignent du bal. Il lui propose de la raccompagner jusque chez elle et profite de la marche pour discuter avec elle : 

« “Sylvie, lui dis-je, vous ne m'aimez plus !” Elle soupira. “Mon ami, me dit-elle, il faut se faire une raison ; les choses ne vont pas comme nous voulons dans la vie. Vous m'avez autrefois parlé de La Nouvelle Héloïse, je l'ai lue, et j'ai frémi en tombant d'abord sur cette phrase : ‘Toute jeune fille qui lira ce livre est perdue’. Cependant j'ai passé outre, me fiant sur ma raison. Vous souvenez-vous du jour où nous avons revêtu les habits de noces de la tante ?… Les gravures du livre présentaient aussi les amoureux sous de vieux costumes du temps passé, de sorte que pour moi, vous étiez Saint-Preux, et je me retrouvais dans Julie. Ah ! que n'êtes-vous revenu alors ! Mais vous étiez, disait-on, en Italie. Vous en avez vu là de bien plus jolies que moi ! — Aucune, Sylvie qui ait votre regard et les traits purs de votre visage. Vous êtes une nymphe antique qui vous ignorez. […] Je n'ai rien vu là-bas que je puisse regretter ici. — Et à Paris ? dit-elle. — À Paris…” »

 Le narrateur s'effondre et se livre à Sylvie, qu'il implore de le sauver : « Sauvez-moi ! ajoutai-je, je reviens à vous pour toujours ». Ce moment de haute intensité émotionnelle est abrégé par la venue du frère de Sylvie, tout à fait joyeux sous l'influence de l'alcool, tantôt suivi par un « amoureux » de la jeune femme. Sans autres discussions, Sylvie part chez elle avec son frère, laissant le narrateur seul.

#### Chapitre IX: «Ermenonville»

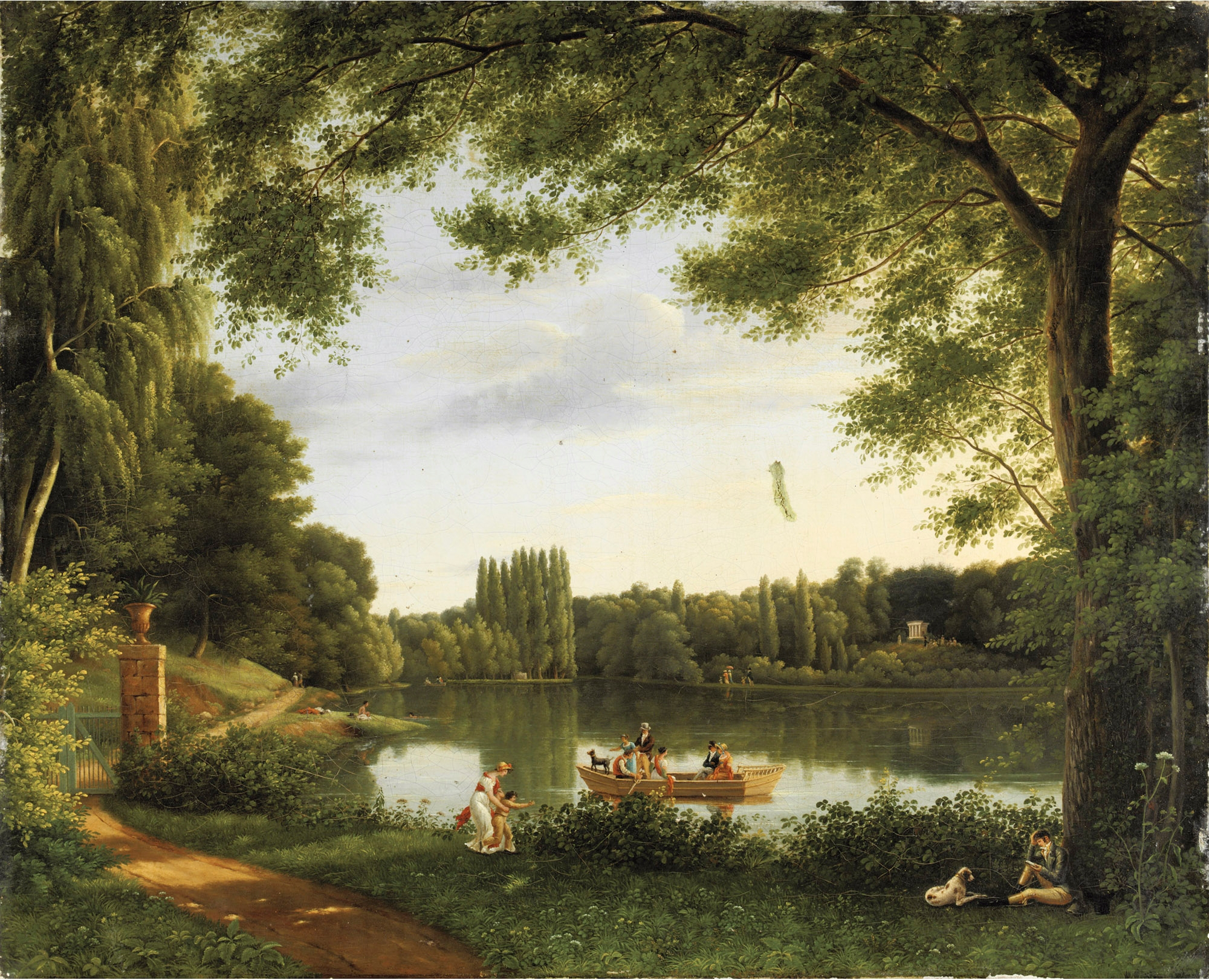
Vue du lac d'Ermenonville, Jean-Joseph-Xavier Bidauld.

Ne voulant pas dormir, le narrateur part à Montagny, pour revoir la maison de son défunt oncle. Il doit demander les clés au fermier voisin. Il découvre dans la maison le même décor qu'autrefois. La nostalgie le gagne et, désirant revoir Sylvie, « la seule figure vivante et jeune qui me rattachât à ce pays », il reprend la route pour Loisy.

Comme tout le monde dort, fatigué de la fête, le narrateur décide d'aller se promener à Ermenonville. Il marche ainsi dans les traces de Rousseau, qui a fini sa vie là-bas. Il se remémore les folles promenades qu'il a faites avec Sylvie en ces lieux, mais le décor lui laisse un goût amer, car il ne reproduit pas l'effet du passé lorsqu'il se promenait avec elle 

« Que tout cela est solitaire et triste ! Le regard enchanté de Sylvie, ses courses folles, ses cris joyeux, donnaient autrefois tant de charme aux lieux que je viens de parcourir ! C'était encore une enfant sauvage, ses pieds étaient nus, sa peau hâlée, malgré son chapeau de paille, dont le large ruban flottait pêle-mêle avec ses tresses de cheveux noirs. Nous allions boire du lait à la ferme suisse, et l'on me disait : « Qu'elle est jolie, ton amoureuse, petit Parisien ! Oh ! ce n'est pas alors qu'un paysan aurait dansé avec elle ! » Elle ne dansait qu'avec moi, une fois par an, à la fête de l'arc »

.

#### Chapitre X: «Le grand frisé»

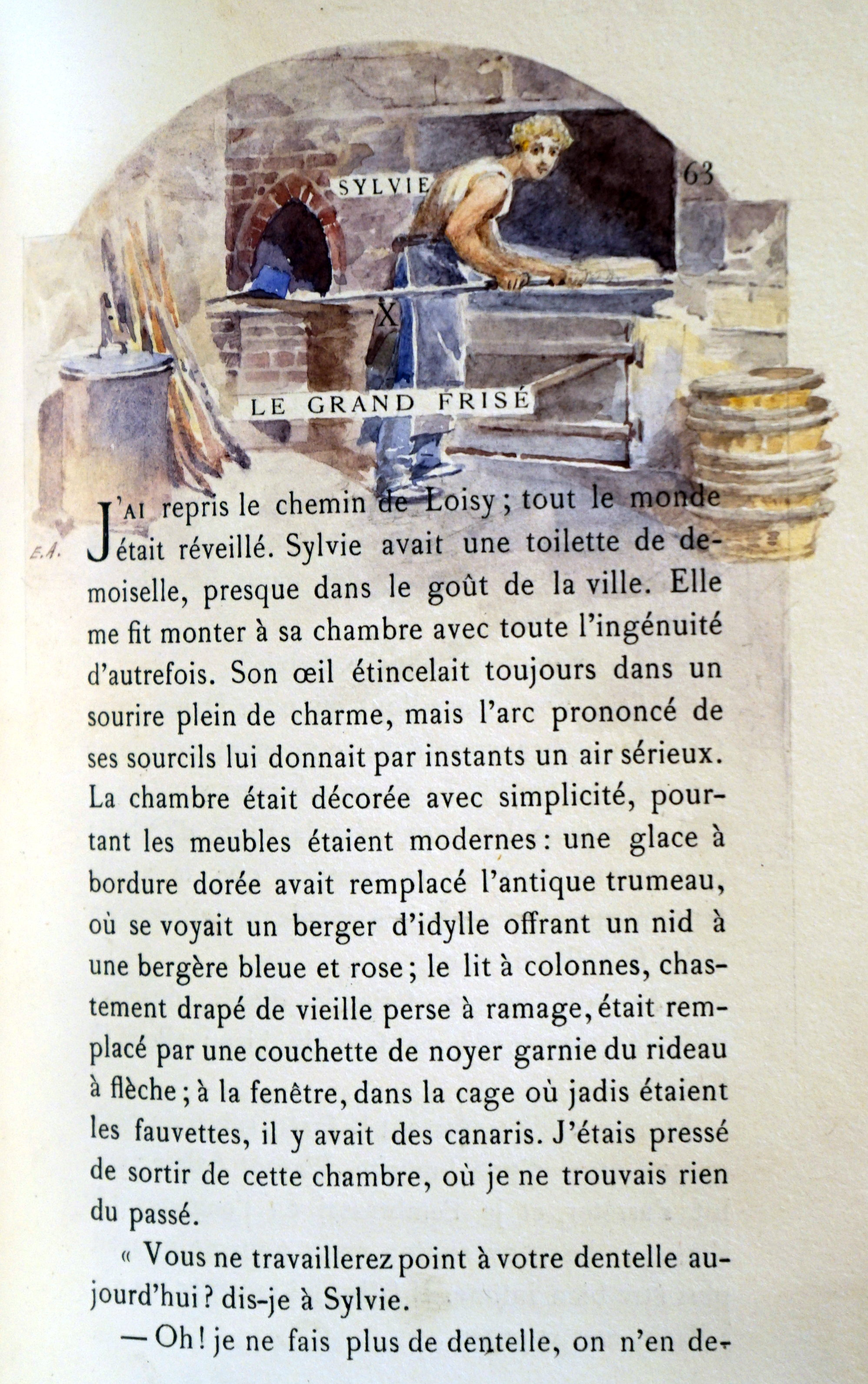
Dessin de Eugène Auger.

Le narrateur reprend le chemin de Loisy, où, à présent, tout le monde est réveillé. Il va voir Sylvie. Ils discutent quelques instants dans la chambre de la jeune femme. Mais cette chambre est tellement différente des souvenirs du narrateur que ce dernier est pressé de partir. Ils décident donc d'aller faire une promenade à dos d'âne. Le narrateur pense d'abord aller à Othys, rendre visite à la tante comme autrefois. Comme celle-ci est morte, ils choisissent une autre destination : Châalis. Ils font une halte dans une forêt et se remettent à discuter. Le dialogue tourne autour de la vie parisienne du narrateur puis de leur enfance. Ils évoquent la fois où le narrateur est tombé dans l'eau et où son frère de lait, le « grand frisé », l'en a retiré.

#### Chapitre XI: «Retour»
Le narrateur et Sylvie poursuivent leur promenade jusqu'à Châalis, tout en bavardant de choses et d'autres. Le narrateur a « le malheur » de raconter à Sylvie l'apparition d'Adrienne restée dans ses souvenirs.
Ils rentrent par Charlepont. En route, le narrateur demande ce qu'est devenue Adrienne mais n'obtient qu'une réponse équivoque, Sylvie ne voulant « pas [lui] en dire un mot de plus ». Il s'interroge alors sur sa relation avec Sylvie, la considérant trop « sacré[e] » pour « tenter une séduction ». Il pense soudainement à l'actrice Aurélie et à la pièce qu'elle doit être en train de jouer.

#### Chapitre XII: «Le père Dodu»
Le narrateur et Sylvie arrivent chez cette dernière pour le souper. Des voisins ont été invités, dont le vieux bûcheron, le père Dodu, qui raconte sans cesse ses histoires de jeunesse et sa relation avec Rousseau — « c'était lui le petit garçon que le philosophe employait à classer ses herbes, et à qui il donna l'ordre de cueillir les ciguës dont il exprima le suc dans sa tasse de café de lait ». Le narrateur et le père Dodu parlent quelques instants, avant que toute la tablée — sauf Sylvie — se mette à chanter. Le narrateur remarque la présence de l'« amoureux » de la veille à la gauche de Sylvie. Ce jeune homme interpelle le narrateur qui ne le reconnaît pas. Une bonne femme qui distribue le dessert lui donne alors la réponse : « Vous ne reconnaissez pas votre frère de lait ? ». Le narrateur et son frère de lait, le « grand frisé » se saluent alors comme il se doit et évoquent l'épisode de la noyade.
Sylvie, fatiguée, monte dans sa chambre pour se coucher. Le narrateur l'accompagne pour lui souhaiter la bonne nuit avant de redescendre. Là, il reste longtemps à causer avec le père Dodu, le « grand frisé », et Sylvain, le frère de Sylvie. Le père Dodu apprend au narrateur qu'il est « fort question du mariage de Sylvie avec le grand frisé ». Apparemment abattu, sans rien demander d'autre, le narrateur repart le lendemain à Paris.

#### Chapitre XIII: «Aurélie»
De retour à Paris, le narrateur retourne au théâtre, comme à son habitude, pour contempler Aurélie. Pendant le quatrième acte de la pièce, il s'en va acheter un bouquet de fleurs — auquel il joint une lettre signée « un inconnu » — qu'il dépose au théâtre à l'attention de l'actrice.
Le lendemain matin, le narrateur part pour l'Allemagne, sans trop savoir quoi y faire. Des mois se passent et le narrateur continue ses courses, écrivant encore une lettre pour Aurélie qu'il signe « l'inconnu » et rédigeant une pièce de théâtre. De retour à Paris, le narrateur obtient d'Aurélie qu'elle accepte de tenir le premier rôle de son drame. Au cours d'une discussion, il se révèle être « l'inconnu » des deux lettres. Ils entament alors une correspondance amoureuse. Un jour pourtant, touchée par une des lettres, Aurélie avoue au narrateur qu'il lui est « difficile de rompre un attachement plus ancien » avant d'ajouter : « Si c'est bien pour moi que vous m'aimez, […] vous comprendrez que je ne puis être qu'à un seul ».

L'été suivant, le narrateur rejoint la troupe d'Aurélie « en qualité de seigneur poète » et persuade le régisseur d'aller donner des représentations à Senlis et à Dammartin. Lors de la tournée, il emmène Aurélie là où il a vu Adrienne et lui dévoile tout : 

« Je lui dis la source de cet amour entrevu dans les nuits, rêvé plus tard, réalisé en elle. Elle m'écoutait sérieusement et me dit : “Vous ne m'aimez pas ! Vous attendez que je vous dise : ‘La comédienne est la même que la religieuse’ ; vous cherchez un drame, voilà tout, et le dénouement vous échappe. Allez, je ne vous crois plus !” »

 Cette parole fait l'effet d'un électrochoc pour le narrateur, qui, dépité, s'interroge : « ce n'était donc pas l'amour ? Mais où donc est-il ? ».
Le soir, la troupe joue à Senlis. Le narrateur croit apercevoir une légère attirance d'Aurélie pour le régisseur. Elle lui a d'ailleurs dit un jour à ce sujet :« celui qui m'aime, le voilà ! ».

#### Chapitre XIV: «Dernier feuillet»
Ce chapitre est l'occasion pour le narrateur de « faire le point ». Il constate que Sylvie et Adrienne sont « les deux moitiés d'un seul amour. » et qu'il ne reste plus rien du passé, que ce soit au niveau « géographique » — les villages et hameaux n'ont rien gardé d'autrefois — ou « intérieur » — sa jeunesse et ses rêves ne survivent que dans ses songes et autres rêveries.
Le narrateur retourne ponctuellement dans son Valois natal, logeant d'ordinaire à Dammartin. Il va souvent voir le « grand frisé » et Sylvie, dont le « sourire athénien » lui laisse un arrière-goût particulier : « Là était le bonheur peut-être ; cependant… ». Sylvie n'est pas totalement naïve, et ce n'est pas un hasard si elle l'appelle Werther.
Le narrateur mentionne finalement qu'il a appris ce qui est advenu d'Adrienne — Sylvie le lui a dit lors de la représentation d'Aurélie à Senlis, à laquelle il a amené la jeune femme : elle est morte.

## Personnages

### Le narrateur
En premier lieu, il paraît être un grand amateur de théâtre et l'admirateur amoureux de l'actrice de la pièce qu'il vient regarder être jouée chaque soir. S'il semble opaque au départ, son intériorité est peu à peu dévoilée, au fur et à mesure que les souvenirs de son enfance au Valois sont révélés.
Il fait mention de ses amis poètes et artistes et se sent l'un d'entre eux. Ce statut explique sa propension à déifier ce qui l'entoure — comme l'actrice — et son besoin d'idoles et d'idéaux, qu'il trouve dans les femmes qu'il rencontre — Aurélie, Sylvie, et Adrienne — et qu'il célèbre par des poésies et des chansons au restaurant avec quelques amis brillants et place son argent en bourse. Il est orgueilleux — aimant montrer qu'il est cultivé — et impulsif — comme le prouve sa décision inopinée et en pleine nuit de partir reconquérir Sylvie. Il a d'ailleurs une âme d'aventurier : il dort à la belle étoile, se promène et voyage au gré de ses envies. Il a également un côté changeant, aimant puis délaissant ses amis et conquêtes avant de revenir en invoquant la fidélité et le souvenir.
Après le double voyage — géographique et intérieur — de la nouvelle, la fin du récit laisse le narrateur abattu et seul, sa tentative de s'assurer l'amour d'une femme ayant échoué.

### Adrienne
Le personnage d'Adrienne ne survit que dans les souvenirs du narrateur. À peine est-il évoqué que l'auteur signifie aussitôt sa perte : « Nous ne devions plus la revoir, car le lendemain elle repartit pour un couvent où elle était pensionnaire ». Le narrateur se la remémore après avoir lu le gros titre d'un journal évoquant une cérémonie, la « Fête du Bouquet provincial ». Il se rappelle y avoir participé avec Adrienne, « une belle et gracieuse jeune fille aux cheveux d'or et bouclés, d'une voix sans pareille ». Elle est apparemment issue d'une grande lignée — la rumeur veut que sa famille soit associée aux Valois — et est vouée à une vie monastique. Elle possède quelques traits en commun avec Aurélie.

Au chapitre VII, le narrateur croit la voir et est convaincu de sa vie religieuse. Il faudra attendre une discussion avec Sylvie pour qu'il apprenne la destinée de la jeune fille : 

« Qu'est devenue la religieuse, dis-je tout à coup ? 
 — Ah ! Vous êtes terrible avec votre religieuse… Eh bien… ! eh bien ! cela a mal tourné. »

— Chapitre XI
 Elle précisera ses dires à la toute fin du récit, levant ainsi toute ambiguïté : « Pauvre Adrienne ! Elle est morte au couvent de Saint-S***, vers 1832 ».

### Sylvie
Sylvie est une valoise d'une grande beauté, les cheveux bruns, les yeux sombres et le teint hâlé. Son physique contraste avec celui d'Adrienne. Guillerette, elle aime danser et participer aux fêtes de la province. Elle est dentellière — dans sa jeunesse — puis gantière.
Amoureuse du narrateur lorsqu'elle est enfant, elle accepte mal son retour au pays quelques années plus tard, lui tenant rigueur de l'avoir oubliée et délaissée sous le prétexte des études. Le narrateur est fasciné par sa beauté : elle est devenue plus élancée et gracieuse. Elle a néanmoins gardé son esprit enfantin — elle est joueuse et curieuse — en dépit d'une plus grande maturité et d'une plus grande culture générale. Elle garde sans doute une certaine rancune vis-à-vis du narrateur et s'est engagée avec un autre homme, le « grand frisé », avec qui elle se mariera. Enfin, c'est elle qui révèle la mort d'Adrienne au narrateur.

### Aurélie

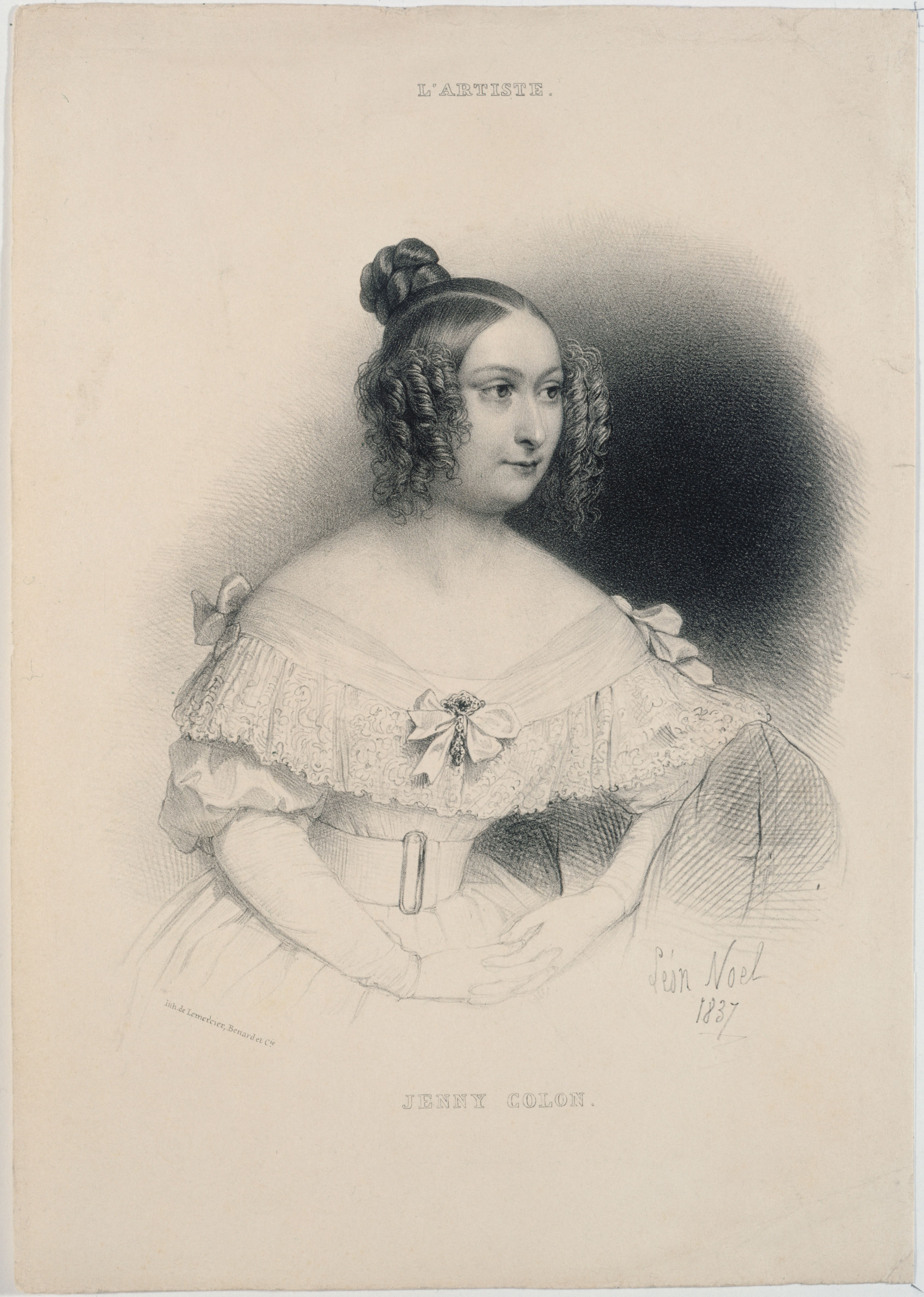
La cantatrice Jenny Colon pourrait avoir inspiré le personnage d'Aurélie.

Aurélie est l'actrice qui plaît tant au narrateur, lui rappelant Adrienne. Son nom n'est appris que tardivement dans la nouvelle — au chapitre XI. Elle est belle, brune, et dégage un charme considérable.
Aurélie cherche la célébrité et la compagnie des hommes. Elle reste très attachée à un ancien amour, ce qui l'empêche d'aller de l'avant dans ses relations amoureuses. Elle reste malgré tout sage en choisissant de ne pas cautionner l'amour du narrateur pour Adrienne, qu'il tente de retrouver à travers elle.
Aurélie pourrait être un avatar de Jenny Colon, que Nerval aurait fréquenté. La comparaison est cependant sujette à caution.

## Étude

### Nature du récit

#### Récit autobiographique
Cette nouvelle, écrite à la première personne, se présente comme une autobiographie sublimée de Nerval. L'auteur utilise abondamment les éléments de sa propre vie pour construire son récit. Ainsi utilise-t-il les souvenirs de son enfance au Valois. Il en va « plus ou moins » de même avec les personnages : Sylvie serait inspirée de plusieurs fréquentations de Nerval, Adrienne de Sophie Dawes, et Aurélie de Jenny Colon. Pourtant, au petit jeu des correspondances entre la vie du narrateur et celle de l'auteur, il serait malhabile de vouloir voir des références à la vie de Nerval partout. Par exemple, se contenter de voir Aurélie comme Jenny Colon est insuffisant : « Non seulement les meilleurs biographes rappellent que [Jenny Colon] était cantatrice, et non pas actrice comme l'Aurélie de la nouvelle, mais ils ajoutent surtout qu'on sait fort peu de choses sur la réalité de ses relations avec Nerval ». En d'autres termes, « l'expérience vécue, celle de l'auteur Nerval, a pris les dimensions que lui donne l'écriture ». Dans Contre Sainte-Beuve, Proust abonde dans ce sens en insistant sur le fait qu'il ne faut pas chercher « à tous prix » les correspondances entre la vie de Nerval et l'œuvre : « il n'y a nullement solution de continuité entre Gérard poète et l'auteur de Sylvie ».
Sylvie est aussi l'occasion pour Nerval de « révéler son moi secret et ses rêves inaboutis » : ainsi tente-t-il de faire coïncider lesdits rêves — abolir les méfaits du temps, retrouver sur les lieux de son enfance une idylle perdue, etc. — avec la réalité. Nerval essaie de se retrouver lui-même dans ses souvenirs épars de manière à comprendre le présent. Mais cette plongée dans le passé n'est finalement qu'une échappatoire à sa vie réelle ; vie qui aura « raison de lui », le poussant au suicide.

#### Récit de la quête
La nouvelle est marquée par le motif de la quête :
- Géographique : en retournant au Valois, le narrateur espère trouver un lieu épargné par le temps, et par ce que Rousseau — dont le souvenir et les influences sont omniprésents dans la nouvelle — appelle l'« air empoisonné des villes »[34]. Il y cherche ses « bosquets de Clarens »[9],[47] et une harmonie.
- Personnelle, intérieure : le narrateur cherche à échapper au temps et à plonger par le songe dans les arcanes « presqu'insaississables de l'âme humaine »[5], pour y découvrir l'origine de ses chimères et de ses obsessions. Cette quête intérieure est permise par un « enchantement » dans la langue de Nerval, jouant sur les aspects stylistiques — allitérations, assonances, et autres figures de style — très usités dans les textes poétiques.

### Structure du récit

#### Structure «camouflée»
Sylvie est une nouvelle structurée du point de vue de la logique interne. Cependant, cette structure se cache sous un récit à l'apparence décousue. Ainsi, les différentes strates temporelles se chevauchent et s'entremêlent de façon déroutante. Il en va de même avec les « types » d'écriture : Nerval confond le réel et l'irréel, la mémoire et le songe. Le narrateur erre entre ces deux niveaux dont la frontière est souvent floue. Lui-même s'interroge sur la réalité de ses souvenirs. Au chapitre VII par exemple, il n'arrive pas à savoir si l'apparition d'Adrienne est véritable ou fantasmatique. Une approche critique biographique, à la façon de Sainte-Beuve, se révèle alors ardue dans la recherche de ce qui est véridique ou fictif, vécu ou rêvé.

#### Repères chronologiques
Plusieurs temps peuvent être distingués :
- Temps premier — le présent : correspond au présent de narration (chapitres I, III, et VIII à XIV). Toutefois, au sein de ce présent, la vitesse du récit varie : le déroulement de l'action est lent au début de l’œuvre (chapitres I à III) puis s'enchaîne de façon continue et réaliste lors des chapitres VIII à XII avant de s'accélérer au chapitre XIII. Le chapitre XIV « freine » la vitesse pour permettre au narrateur de prendre du recul par rapport aux expériences vécues.
- Temps second — le passé : correspond au temps antérieur du présent de narration mais regroupe des strates plus ou moins profondes, allant de l'enfance à l'adolescence — et tantôt chimérique (chapitre VII).

#### Architecture
Sylvie a une architecture minutieuse qui sous-tend son récit, quoi la labilité de la narration efface tout sentiment de structuration à la lecture :
- Le chapitre I fait écho au chapitre XIV, ouvrant et clôturant la nouvelle sous un angle analytique de la vie du narrateur.
- Le chapitre XIII répond de façon chiasmatique au chapitre II, en mettant un point final à la rêverie du narrateur concernant l'apparition d'Adrienne.
- Les chapitres I à VII ont chacun une correspondance avec un autre chapitre, mettant ainsi en lumière le souvenir des lieux de l'enfance du narrateur versus la retour sur ces lieux au temps présent :
  - Le chapitre IX tente de retrouver la fête de l'Arc du chapitre IV.
  - Le chapitre X cherche à retrouver les plaisirs de la compagnie de Sylvie des chapitres V et VI.
  - Le chapitre XI rappelle Châalis et le souvenir d'Adrienne du chapitre VII.
  - Le chapitre XII évoque l'univers patriarcal de Loisy vu au chapitre VIII.

À relever dans ce schéma la fonction charnière du chapitre VIII, qui opère une inversion dans le récit : « l'enchantement se dissout à l'arrivée du narrateur à Loisy, à un moment révélateur : la fin de la fête. […] C'est le retour à la réalité, au temps présent et au leitmotiv de la désillusion qui orchestrera les chapitres suivants ».
| Chapitre I                | Chapitre II                  | Chapitre III                                     | Chapitre IV               | Chapitre V                | Chapitre VI              | Chapitre VII                                    | Chapitre VIII            | Chapitre IX      | Chapitre X               | Chapitre XI                        | Chapitre XII            | Chapitre XIII             | Chapitre XIV                       |
| ------------------------- | ---------------------------- | ------------------------------------------------ | ------------------------- | ------------------------- | ------------------------ | ----------------------------------------------- | ------------------------ | ---------------- | ------------------------ | ---------------------------------- | ----------------------- | ------------------------- | ---------------------------------- |
|                           | Thème : fête de l'enfance    |                                                  | Thème : fête de l'Arc     |                           | Thème : le déguisement   | Thème : fête de Châalis                         | Thème : bal de Loisy     |                  |                          |                                    |                         |                           |                                    |
| Temps : présent           | Temps : enfance              | Temps : présent                                  | Temps : adolescence       | Temps : adolescence       | Temps : adolescence      | Temps : entre enfance et adolescence (imprécis) | Temps : présent          | Temps : présent  | Temps : présent          | Temps : présent                    | Temps : présent         | Temps : présent           | Temps : présent                    |
| Lieu : Paris              | Lieu : le château, le Valois | Lieu : Paris                                     | Lieu : Cythère, le Valois | Lieu : paysages du Valois | Lieu : Othys             | Lieu : Châalis, le Valois                       | Lieu : Loisy, le Valois  | Lieu : le Valois | Lieu : Loisy, le Valois  | Lieu : Châalis, le Valois          | Lieu : Loisy, le Valois | Lieu : Paris, l'Allemagne | Lieu : indéterminé                 |
| Figure féminine : Aurélie | Figure féminine : Adrienne   | Figure féminine : Aurélie, Adrienne, puis Sylvie | Figure féminine : Sylvie  | Figure féminine : Sylvie  | Figure féminine : Sylvie | Figure féminine : Adrienne                      | Figure féminine : Sylvie |                  | Figure féminine : Sylvie | Figure féminine : Sylvie, Adrienne |                         | Figure féminine : Aurélie | Figure féminine : Sylvie, Adrienne |

### Langage poétique
Comme le fond de l'œuvre, la forme opère une magie mystérieuse — ce que Proust appelle « le rêve d'un rêve ». Nerval réalise avec son écriture ce que Baudelaire poursuivra : 

« Le miracle d'une prose poétique, musicale sans rythme et sans rime, assez souple et assez heurtée pour s'adapter aux mouvements lyriques de l'âme, aux ondulations de la rêverie, aux soubresauts de la conscience[.] »

— Charles Baudelaire, Petits poèmes en prose, « À Arsène Houssaye »
 En utilisant la prose poétique, Nerval écrit un récit narratif empreint de mélodie tout en restant étonnement proche d'une esthétique classique loin de l'emphase et des débordements des romantiques. Ce lyrisme « en demi-teintes » peut être expliqué par le goût initial de Nerval pour la langue du XVIIIe siècle, ayant probablement été séduit par la prose de Rousseau. La mélodie de la langue nervalienne rappelle la « musicalité » dont fait mention Baudelaire : attentif à celle-ci dans ses phrases, Nerval propose une langue « d'une nature sensible à la qualité des voix, aux inflexions des syllabes et des rythmes ».

### Figures féminines d'Adrienne et Sylvie
Les personnages de Sylvie et d'Adrienne sont vues à travers les souvenirs du narrateur dès le chapitre II. Sylvie est une brune aux yeux bruns, espiègle, vouée à un travail manuel, alors qu'Adrienne a les cheveux blonds bouclés, de haute lignée et destinée à une vie monastique. Leur apparence physique respective ainsi que leur situation sociale les opposent complètement. Le narrateur lui-même voit dans ces deux figures féminines — qui sont trois en réalité, avec Aurélie — les deux parties opposées d'un même ensemble : 

« Adrienne [et] Sylvie — c'étaient les deux moitiés d'un seul amour. L'une était l'idéal sublime, l'autre la douce réalité. »

— Chapitre XIV
Adrienne revêt un caractère divin d'autant plus sacralisé dans le souvenir du narrateur. Le narrateur voit en elle la « Béatrice de Dante » et une représentation de muse inspiratrice. Le narrateur la perçoit comme une déesse. La vie religieuse à laquelle elle est vouée la rend encore plus sacrée et inaccessible.
Sylvie est également divinisée, mais ses traits ressemblent plus à Athéna — déesse de la guerre, de la sagesse, des artisans et des artistes — qu'aux muses Calliope ou Melpomène — muses de la poésie et de la musique —, qui pourraient être vues à travers Adrienne. L'« accessibilité » de Sylvie différencie encore les deux femmes. Sylvie ne constitue donc pas une figure mythique pour le narrateur au contraire d'Adrienne. Son image est également plus claire, tandis que la destinée d'Adrienne est entourée d'un doute que seule la fin de la nouvelle lèvera.